# Bandung Jaya
Bandung Jaya is een bestuurslaag in het regentschap Aceh Tamiang van de provincie Atjeh, Indonesië. Bandung Jaya telt 1236 inwoners (volkstelling 2010).